# Vinalia

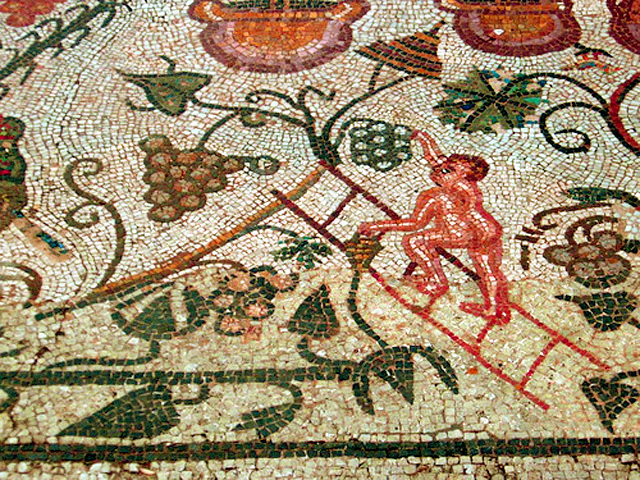
Vendimia en un mosaico romano de Mérida, España.

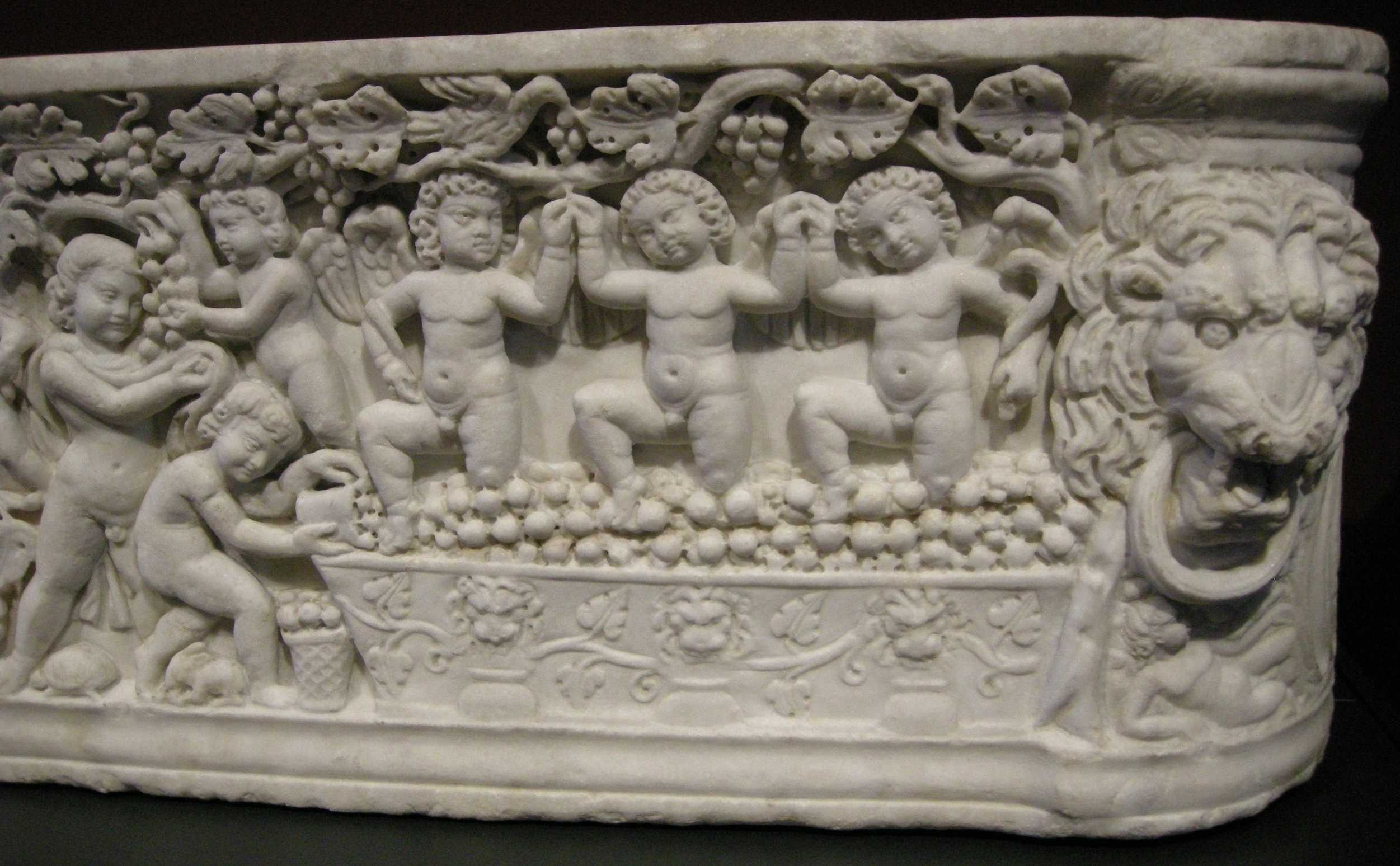
Sarcófago romano con escena de vendimia. c. 290-300.

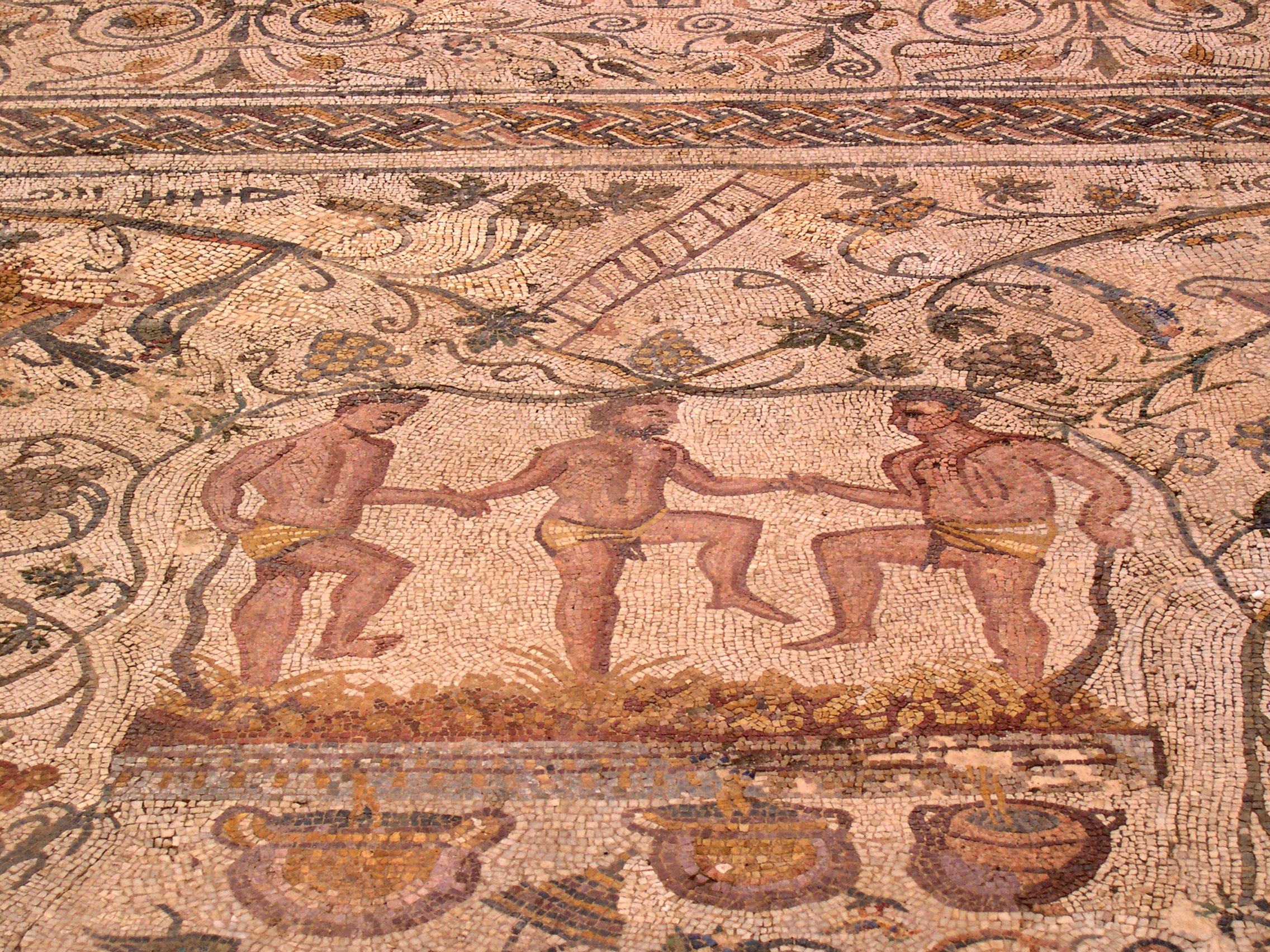
Pisando la uva en un mosaico romano de Mérida.

Las Vinalia (del latín vinum, "vino") eran las fiestas romanas que se celebraban en torno al vino en honor de Júpiter y Venus. En ellas se pedía protección sobre las huertas, viñas y vendimia.
La Vinalia priora ("Primera Vinalia"), también conocida como Vinalia urbana se celebraba el 23 de abril, para bendecir y degustar el vino del año pasado ("nuevo") y pedir buen tiempo hasta la próxima cosecha. La Vinalia rustica o Vinalia altera se celebraba el 19 de agosto, antes de la cosecha y prensado de la uva.
Otra tercera gran fiesta romana alrededor del vino era la Meditrinalia, que se celebraba el 11 de octubre, comportando ceremonias dedicadas a la libación del mosto.

## Vinalia urbana

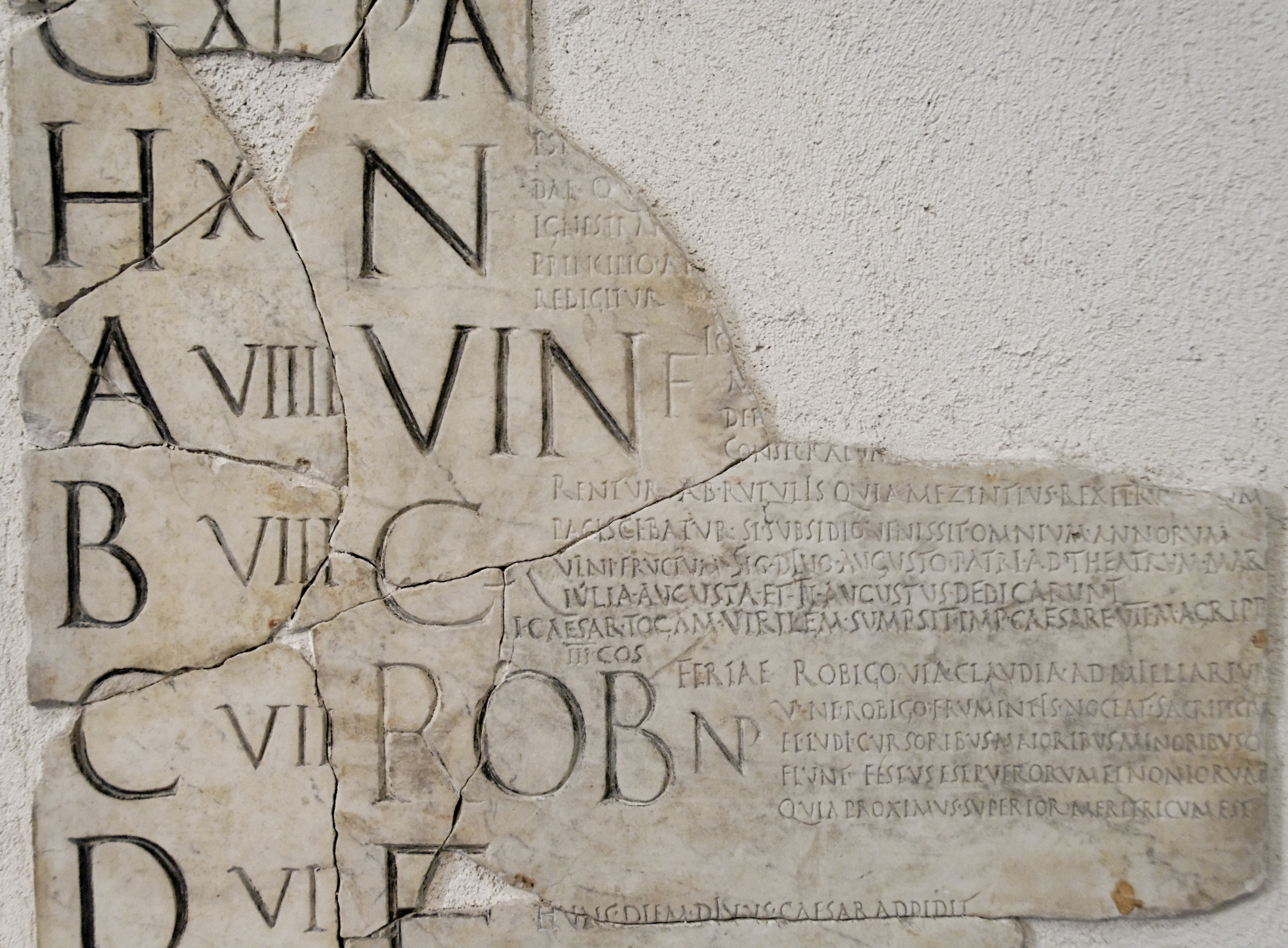
Sección de los Fasti Praenestini, calendario de Verrius Flaccus. VIN significa Vinalia, fiesta del vino, y ROB, Robigalia, fiesta para protegerse de las enfermedades de los cultivos.

La Vinalia urbana que se celebraba en Roma el 23 de abril era la fiesta vinícola compartida por Venus como patrona del "vino profano" (vinum profanum o vinum spurcum) para su uso cotidiano, y Júpiter como patrono del más fuerte y más puro vino sacrifical (temetum). Las ceremonias se hacían en honor a Venus, cuyos poderes habían proporcionado a la humanidad el vino corriente, y los hombres y mujeres por igual, probaban el vinum spurcum prensado del otoño anterior. A Júpiter, como dios del tiempo atmosférico, del que dependía la cosecha de la vid, se le ofrecía una libación especial del vino sagrado de la vendimia del año anterior, bendecido por su sumo sacerdote y vertido en una zanja, fuera del templo de Venus Capitolina, probablemente bajo la mirada de las más altas personalidades de Roma.
Muchachas corrientes (vulgares puellae) y prostitutas (meretrices) se reunían en el templo de la Colina de Venus Ericina - probablemente, en distintas ocasiones, para hacer el amor o prestar buena compañía - para ofrecer a la diosa mirto, menta y juncos escondidos entre ramos de rosas. A cambio, pedían a la diosa "belleza y favor popular" y que se les concediese ser "encantadoras e ingeniosas".
El día de la Vinalia urbana estaba considerado en algunos calendarios romanos como día "F", fasto (fastus, cuando se podía administrar justicia, y podía realizarse la poda primaveral de las viñas).

## Vinalia rustica
La Vinalia rustica se celebraba el 19 de agosto. Originalmente era una fiesta rústica de la cosecha del Latium, que celebraba la vendimia, el crecimiento de la vegetación y la fertilidad. En la Vinalia rustica romana, las huertas y jardines hortícolas, y presumiblemente, los viñedos eran dedicados a Venus Obsequens, la más antigua forma conocida de Venus.
Según la mitología romana, marcó el cumplimiento de un voto por los antiguos aliados del Latium del antecesor legendario de Roma, Eneas, quien prometió todo el vino de la próxima vendimia sagrada a Júpiter, a cambio de la victoria contra el tirano etrusco Mecencio. Para algunas fuentes, el belicoso Mecencio habría reclamado esta vendimia como parte de la deuda, no Júpiter. Existen diferentes opiniones sobre cual era la deidad que presidía la Vinalia rustica. Varrón opinaba que lo mismo que en la Vinalia urbana, estaba consagrada a Júpiter, que controlaba el tiempo atmosférico, propiciándose el buen tiempo que favoreciese el crecimiento y maduración de la uva y además, un sacerdote de Júpiter recogía el primer racimo de uvas, bendecía la primera prensada sagrada y ofrecía un sacrificio. Estas observaciones fueron corroboradas por Plinio el Viejo
En la práctica, sin embargo, la fiesta tuvo una fuerte carácter popular y amplias conexiones con el culto a Venus, como diosa patrona del vino ordinario, religiosamente "impuro" (vinum spurcum). Otros autores, opinan que es la Flamina Dialis la que corta ceremonialmente el primer racimo maduro inter hostia caersa et extra porrecta. Algunos de los ritos se llevaban a cabo en varios de sus templos. La víctima sacrificial ofrecida por el sacerdote de Júpiter (Flamen dialis), una cordera (agna) puede ser una prueba, si no de la propia Venus, de una antigua diosa rústica latina muy parecida a ella. Otra explicación de los orígenes y el crecimiento de esta fiesta viene dado por Sexto Pompeyo Festo.
En los Fasti Antiates Maiores, el día de la Vinalia rustica aparece señalado como "FP" (Fastus principio o Fastus publicus), donde probablemente, el día empezaría como fasto (fastus, cuando se podía administrar justicia) y terminaría como nefasto (nefastus).